# Yoshi's Story
Yoshi's Story (ヨッシーストーリー?, Yosshī Sutōrī, commercializzato con il nome Yoshi Story in Giappone) è il sequel del gioco Super Mario World 2: Yoshi's Island. Fu pubblicato per la console Nintendo 64 il 21 dicembre 1997 in Giappone, il 12 marzo 1998 in Nord America e il 9 aprile 1998 in Europa. Inizialmente intitolato Yoshi's Island 64, in analogia con Super Mario 64, fu rinominato in Yoshi's Story nell'agosto del 1997.
Il gioco fu sviluppato dal "Yoshi's Island team", diretto da Hideki Konno e prodotto da Takashi Tezuka. Questo è uno dei primi giochi che non fu prodotto da Shigeru Miyamoto.
Yoshi's Story era uno dei primi giochi che supportava l'accessorio Rumble Pak. Come molti giochi con protagonista Yoshi, Yoshi's Story è un platform 2D.

## Trama
A Yoshi's Island era una bella giornata di sole e tutti gli Yoshi erano felici. Ad un certo punto arrivò Baby Bowser con Kamek a cavallo di una scopa. Rubarono il Super Happy Tree (la fonte di felicità dell'isola) e lanciarono un incantesimo agli Yoshi, impedendogli di fermarli. Ma la magia non colpì dei Baby Yoshi ancora nell'uovo che, quando si schiudono, decidono di arrivare al castello del malvagio Koopa, lo sconfiggono e recuperano il Super Happy Tree, facendo ritornare gli abitanti dell'isola alla normalità.

## Modalità di gioco
Yoshi dovrà procedere nella natura sconfiggendo gli stessi nemici di Super Mario Bros. 2, tranne Wart. Nel livello finale, Yoshi dovrà sconfiggere Baby Bowser